# Joaquín de Roncali y Ceruti
Joaquín Roncali y Ceruti, marqués de Roncali (Cádiz, 1811-Madrid, 6 de febrero de 1875) fue un noble, abogado y político español.
De familia noble, al igual que su hermano, Federico, participó activamente en política. Ejerció como senador vitalicio desde 1863 hasta la Revolución de 1868, siendo agraciado en esta etapa por Isabel II con el Marquesado de Roncali, con grandeza de España.
Entre junio de 1867 y junio de 1868 fue ministro de Gracia y Justicia, en el último gabinete presidido por Narváez y, tras esto, ministro de Estado en los gabinetes de Luis González Bravo y José Gutiérrez de la Concha, hasta el triunfo de la Gloriosa en septiembre de 1868.